# Goševo (Novi Pazar)
Goševo (Servisch cyrillisch Гошево) is een plaats in de Servische gemeente Novi Pazar. De plaats telt 50 inwoners (2002).